# 太和市社
太和市社是越南乂安省下辖的一個市社。

## 地理
太和市社北、西、南接义坛县，东接琼瑠县。

## 历史
2007年11月15日，义坛县以太和市镇、义光社、义和社、义进社、义美社、西孝社、东孝社、义顺社1市镇7社析置太和市社；太和市镇改制为和孝坊，义光社分设为光进坊和光风坊，义和社析置龙山坊。
2019年12月17日，义和社并入龙山坊。

## 行政区划
太和市社下辖4坊5社，市社人民委员会位于和孝坊。
- 和孝坊（Phường Hòa Hiếu）
- 龙山坊（Phường Long Sơn）
- 光风坊（Phường Quang Phong）
- 光进坊（Phường Quang Tiến）
- 东孝社（Xã Đông Hiếu）
- 义美社（Xã Nghĩa Mỹ）
- 义顺社（Xã Nghĩa Thuận）
- 义进社（Xã Nghĩa Tiến）
- 西孝社（Xã Tây Hiếu）